# Немонте Ненкимо
Немонте Ненкимо (на испански: Nemonte Nenquimo) е еквадорска общественичка.
Родена е през 1985 година в провинция Пастаса в семейство от малката етническа група уаорани. Участва активно в кампании срещу развитието на добивната промишленост, а от 2018 година е председател на организацията Координационен съвет на народа уаорани в Пастаса-Еквадор. В това качество и съвместно с еквадорския омбудсман по правата на човека води съдебно дело, което през 2019 година довежда до забрана за проучванията за добив на нефт на територия от около 250 квадратни километра, обитавана от уаорани.